# Boa (vêtement)
Pour les articles homonymes, voir Boa (homonymie).

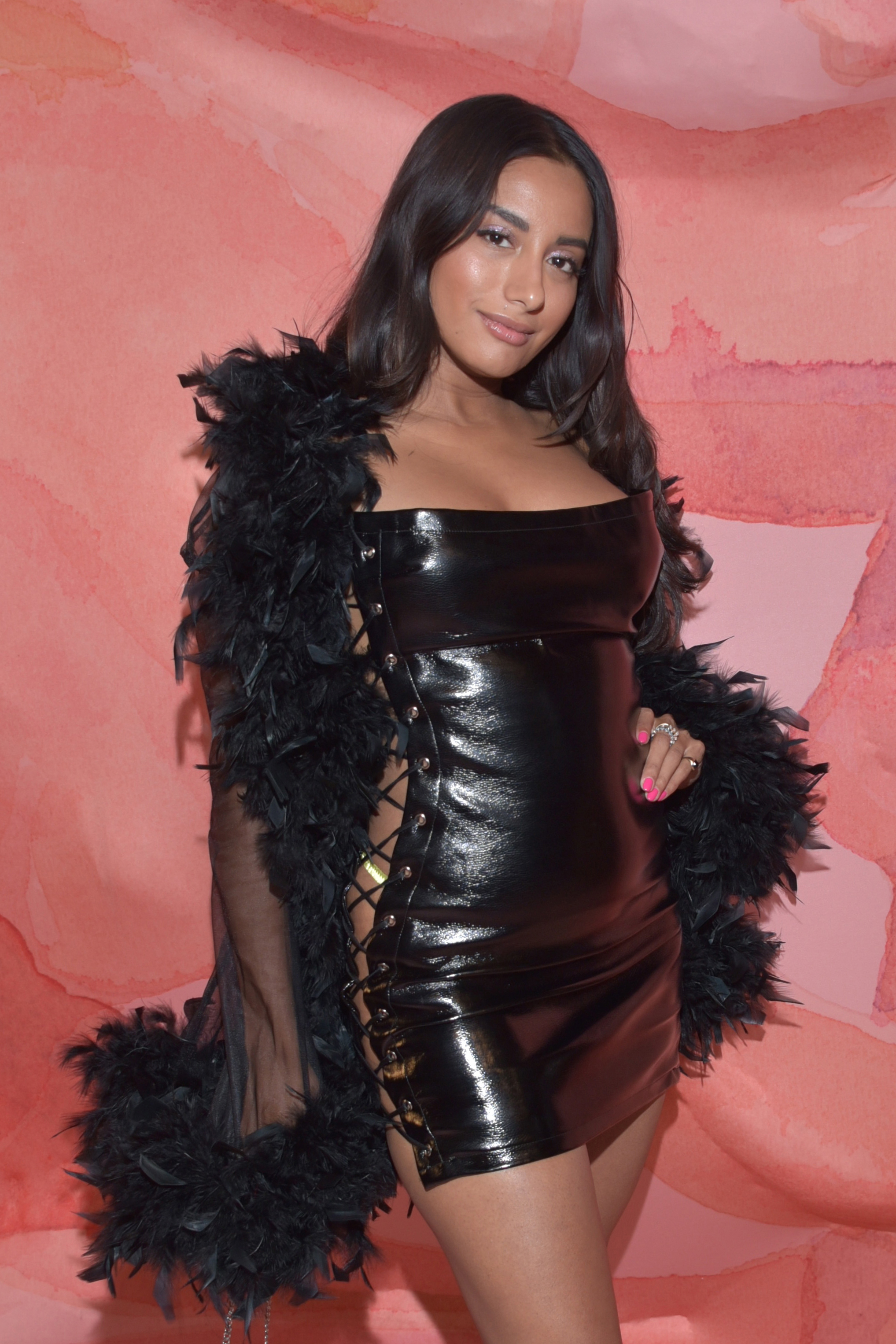
Mannequin arborant un boa de plumes noires

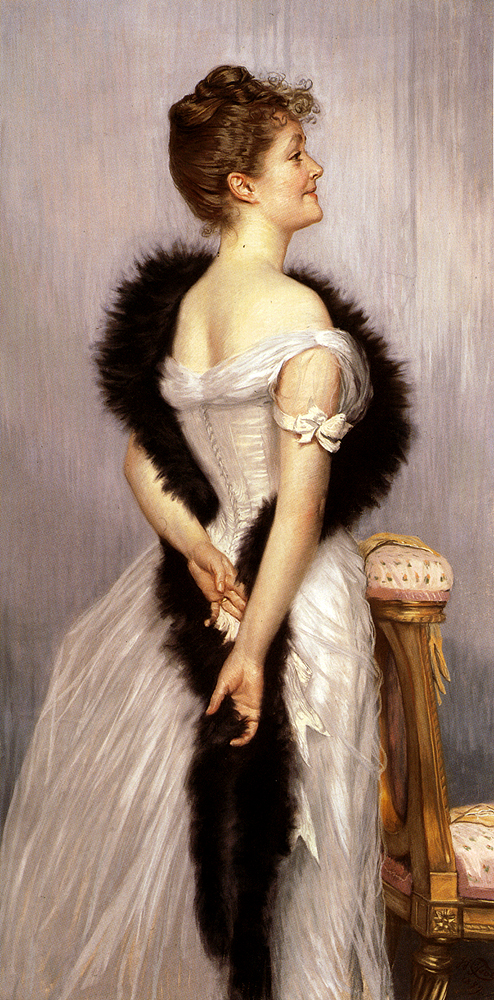
Boa porté avec une robe du soir. Tableau de Tissot, 1889.

Le boa désigne un châle, une écharpe pelucheuse longue et étroite, de fourrure ou de plumes, portée autour du cou. Son nom provient de la ressemblance avec l'animal du même nom.
Il serait apparu dès le XVIIe siècle mais n'est réellement décrit que le siècle suivant.
Le boa évoque et renvoie à l'univers sensuel du music-hall.

## Culture populaire, chanson
Dans la célèbre chanson de Régine (paroles de Frédéric Botton) La Grande Zoa, qui évoque un personnage sexuellement ambigu (femme ou travesti ?...mystère), le boa , accessoire féminin porteur d'un certain fétichisme, s'incarne en authentique serpent finit par manger tout(e) cru(e) le personnage titulaire de la chanson.